# Fiume di Regino
Pour les articles homonymes, voir Regino (homonymie).
Le Regino ou fiume di Regino est un petit fleuve côtier français qui coule en Corse, dans le département de la Haute-Corse, et qui se jette dans la mer Méditerranée.

## Géographie
La longueur de son cours d'eau est de 19,4 km.
Pour sa partie supérieure, l'Institut national de l'information géographique et forestière, dénomme le Regino Ruisseau de Pacciani. Il prend sa source à 50 mètres à l'ouest du San Parteo (1 680 m - Pioggiola), à 1 350 mètres d'altitude, sur la commune de Feliceto.
Il se jette dans la mer Méditerranée sur la commune de Belgodère, au lieu-dit Lozari, à l'ouest du village de vacances de Lozari, et 3 kilomètres à l'est de L'Île-Rousse.
Il a donné son nom à la vallée qu'il arrose, la Vallée du Regino, site classé Natura 2000 au titre de la conservation des oiseaux. Elle abrite notamment une densité exceptionnelle de milans royaux et d'engoulevents d'Europe.

### Cours d'eau voisins
Les fleuves côtiers voisins sont à l'est l'Ostriconi et à l'ouest la Figarella et le Fiume Seccu.

### Communes et cantons traversés
Dans le seul département de la Haute-Corse le Regino traverse les six communes suivantes, de l'amont vers l'aval, de  Feliceto (source), Santa-Reparata-di-Balagna, Speloncato, Ville-di-Paraso, Occhiatana, Belgodère (embouchure).
Soit en termes de cantons, le Regino prend sa source sur l'ancien canton de Belgodère, traverse l'ancien canton de l'Île-Rousse puis se jette en mer Méditerranée à nouveau sur l'ancien canton de Belgodère, aujourd'hui prend source et a son embouchure dans le seul canton de l'Île-Rousse, le tout l'arrondissement de Calvi.

### Bassin versant
le Fiume di regina traverse une seule zone hydrographique « Côtiers de l'Ostracon au ruisseau de Treghiella » (Y761) de 137 km2 de superficie. ce bassin versant est constitué à 74,72 % de « forêts et milieux semi-naturels », à 22,95 % de « territoires agricoles », à 2,15 % de « territoires artificialisés », à 0,51 % de « surfaces en eau ».

### Organisme gestionnaire
L'organisme gestionnaire est le Comité de bassin de Corse, depuis la loi corse du 22 janvier 2002.

## Affluents

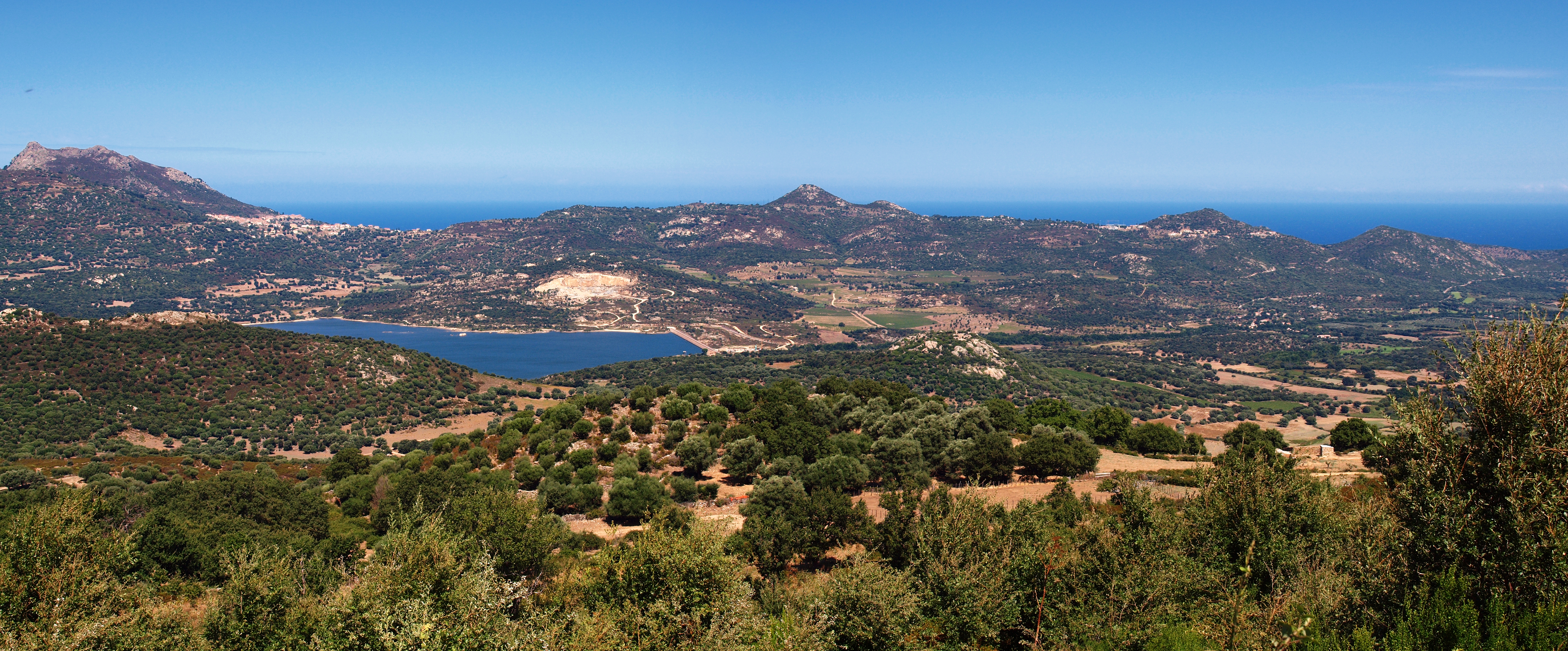
Panorama sur la vallée

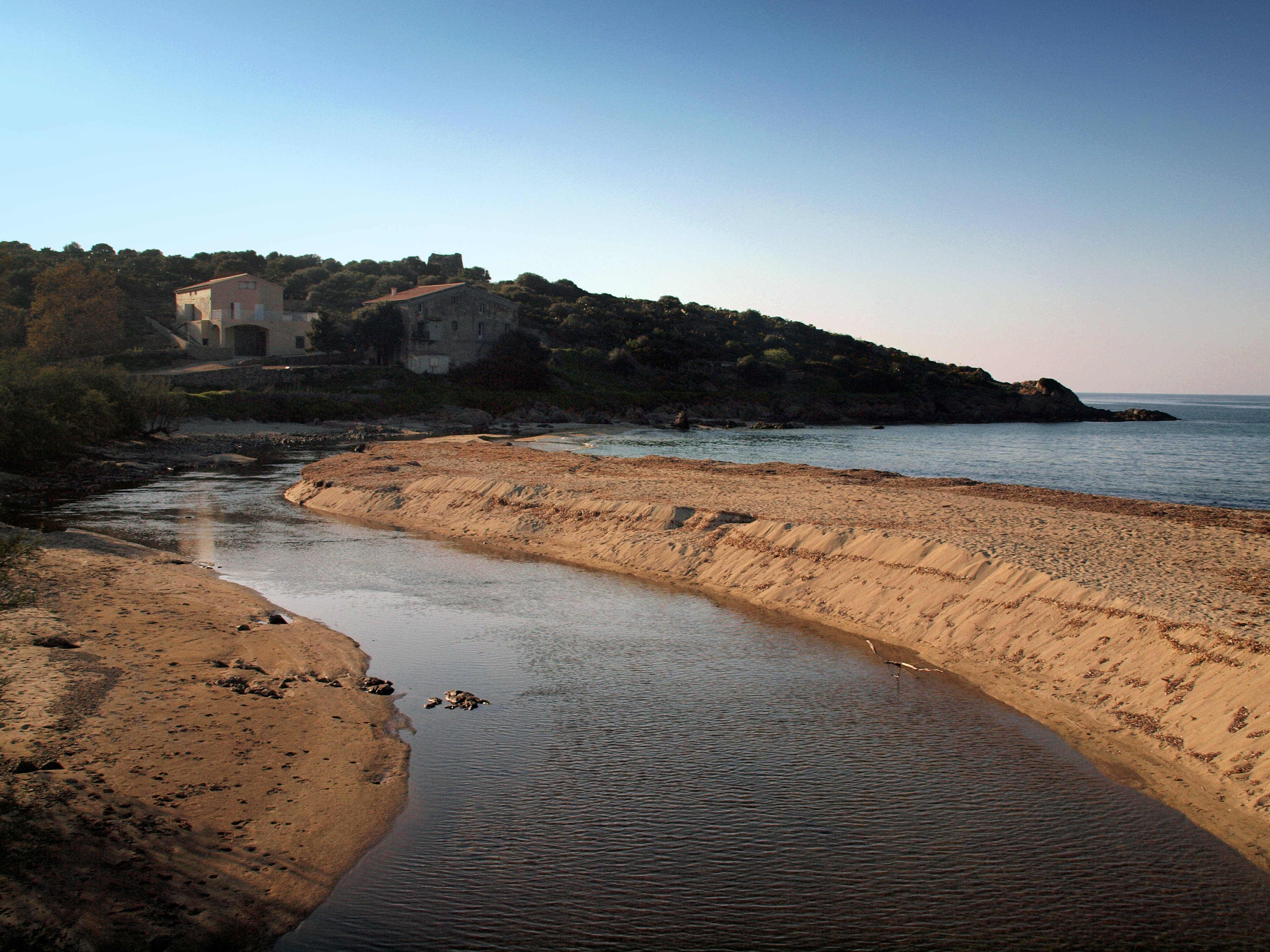
Embouchure du Regino.

Le Regino a treize ruisseaux affluents référencés :
- le ruisseau de Valdu alle Grotte (rg[note 1]), 3,9 km.
- le ruisseau de Piombone (rg)
- le ruisseau de Novalella (rd), 2,5 km sur les deux communes de Feliceto et Nessa avec un affluent:
  - le ruisseau de Cavajo, 1 km sur la seule commune de Nessa.
- le ruisseau de Saltu (rd)
- le ruisseau de Piano (rg), 4,5 km sur six communes juste avant de se jeter dans le lac de Codole, un lac de barrage. il a cinq affluents et de rang de Strahler trois :
  - le ruisseau de Milini,
  - le ruisseau de Vivajo, 1,6 km
  - le ruisseau d'Orsoni ou ruisseau de Poggio Catnaccio, 5,5 km sur les deux communes de Muro et Feliceto
  - le ruisseau de Gataja,
  - le ruisseau de Monacaccia,
- le ruisseau de l'Aldinu
- le ruisseau de Canne, 2,1 km sur Santa-Reparata-di-Balagna
- le ruisseau de Cammariu (rg)
- le ruisseau de Campumignani (rg)
- le ruisseau de Carignelli ou ruisseau de Cinneraja (rd) 6 km
- le ruisseau de Cervione (rd)
- le ruisseau de San Clemente ou ruisseau de Catarelle ou torrent de Luciole ou ruisseau de Tenda, ou ruisseau de Colombaia (rd) 9,6 km sur les trois communes de Belgodère, Pioggiola et Occhiatana.
- le ruisseau d'Erbaiola (rd) 7,5 km sur les deux communes de Palasca et Belgodère avec un affluent :
  - le ruisseau de Valle Cave ou ruisseau de Vecchiarello 3,1 km sur la seule commune de Palasca.

### Rang de Strahler
Donc son rang de Strahler est de 5.

## Hydrologie

### Le Regino à Speloncato (Regino)
Une station Y7615010 a fonctionné de 1968 à 1989

## Aménagements et écologie

### Lac de Codole
Le barrage de Codole a donné lieu au lac de Codole cote théorique = 108 mètres. Celui-ci est à moins d'un kilomètre du sentier Corte - L'Île-Rousse. Il est destiné à alimenter en eau la Balagne.

## Galerie

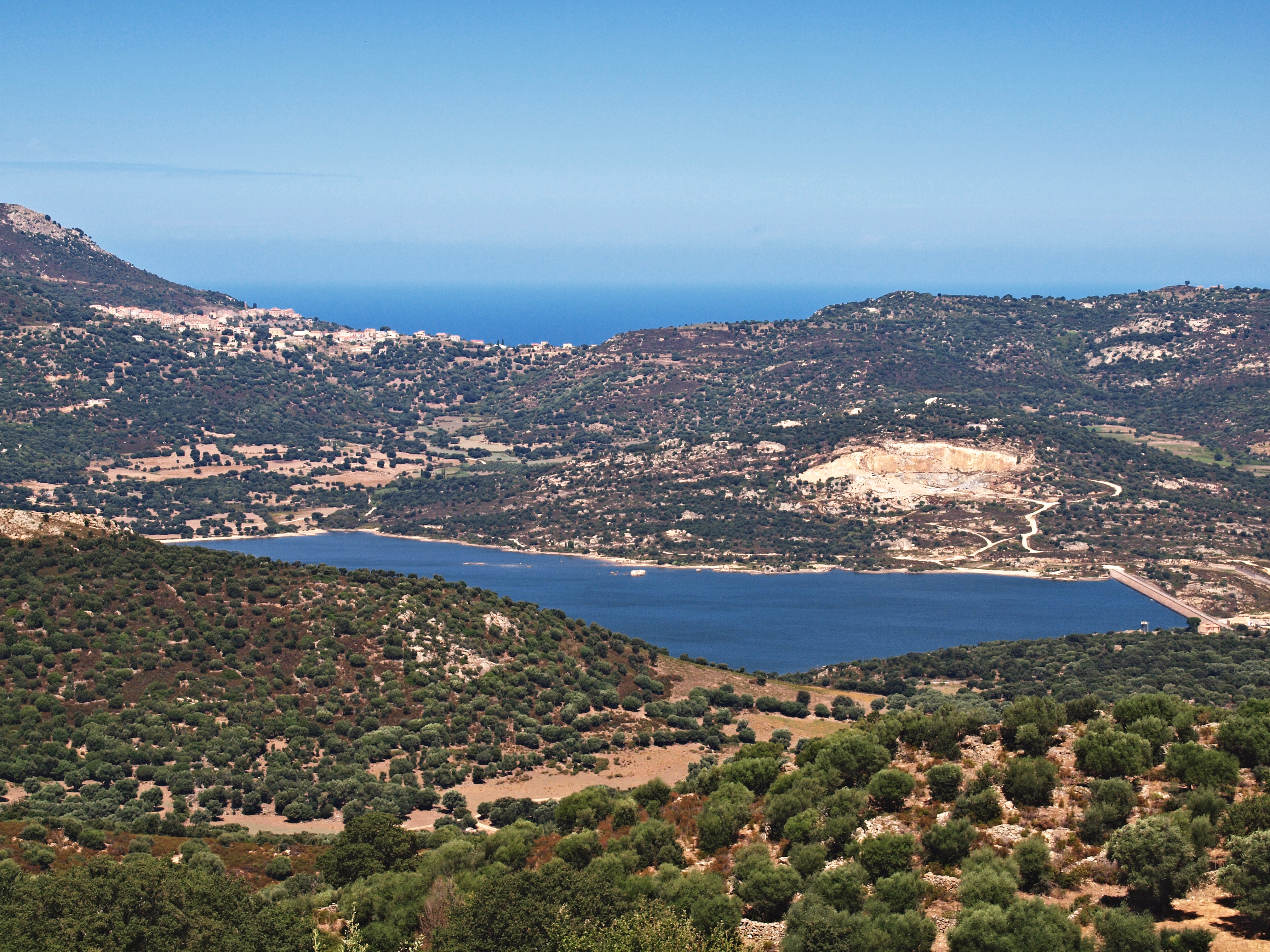
Lac de Codole
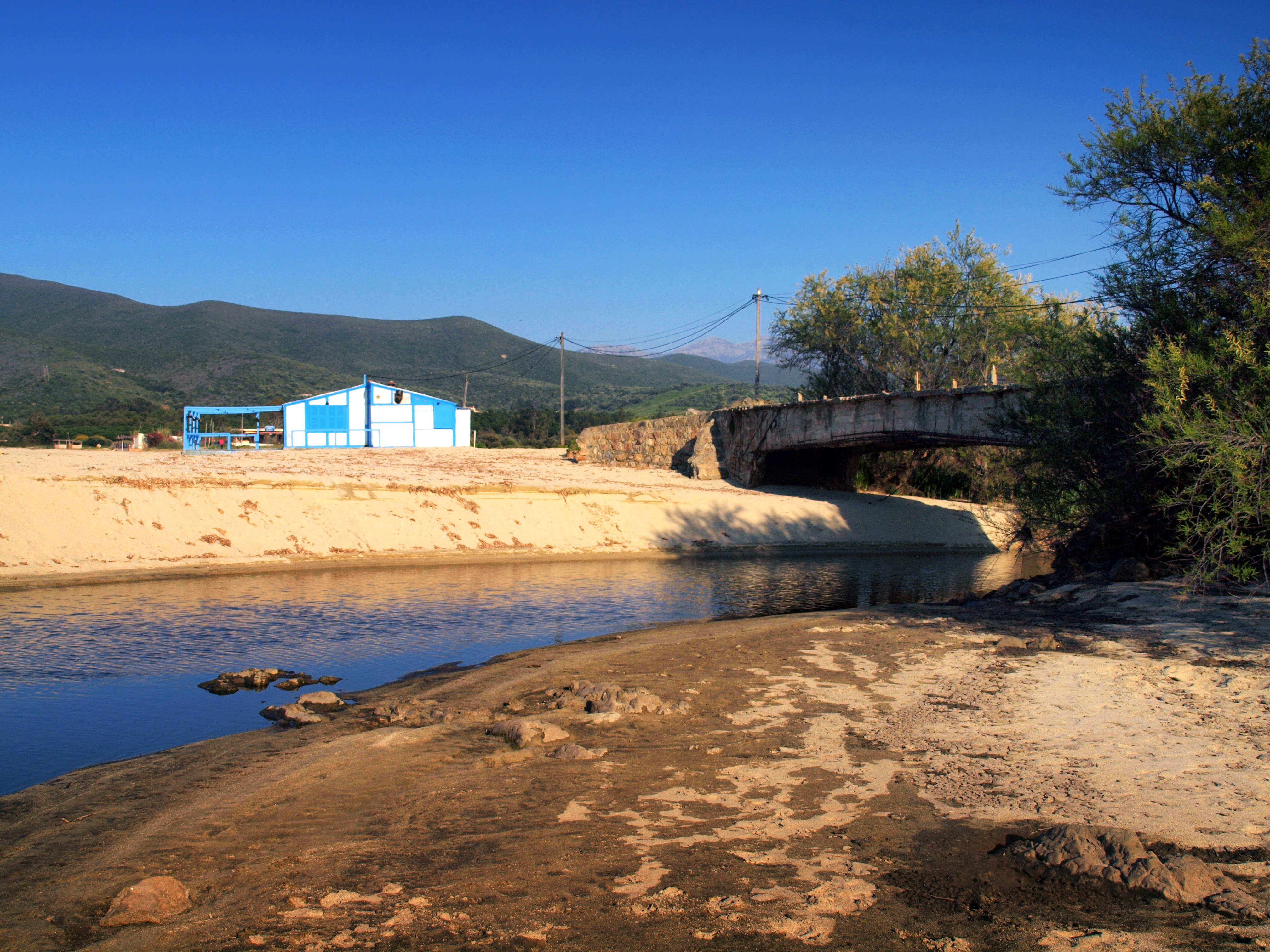
Pont du Regino à Lozari
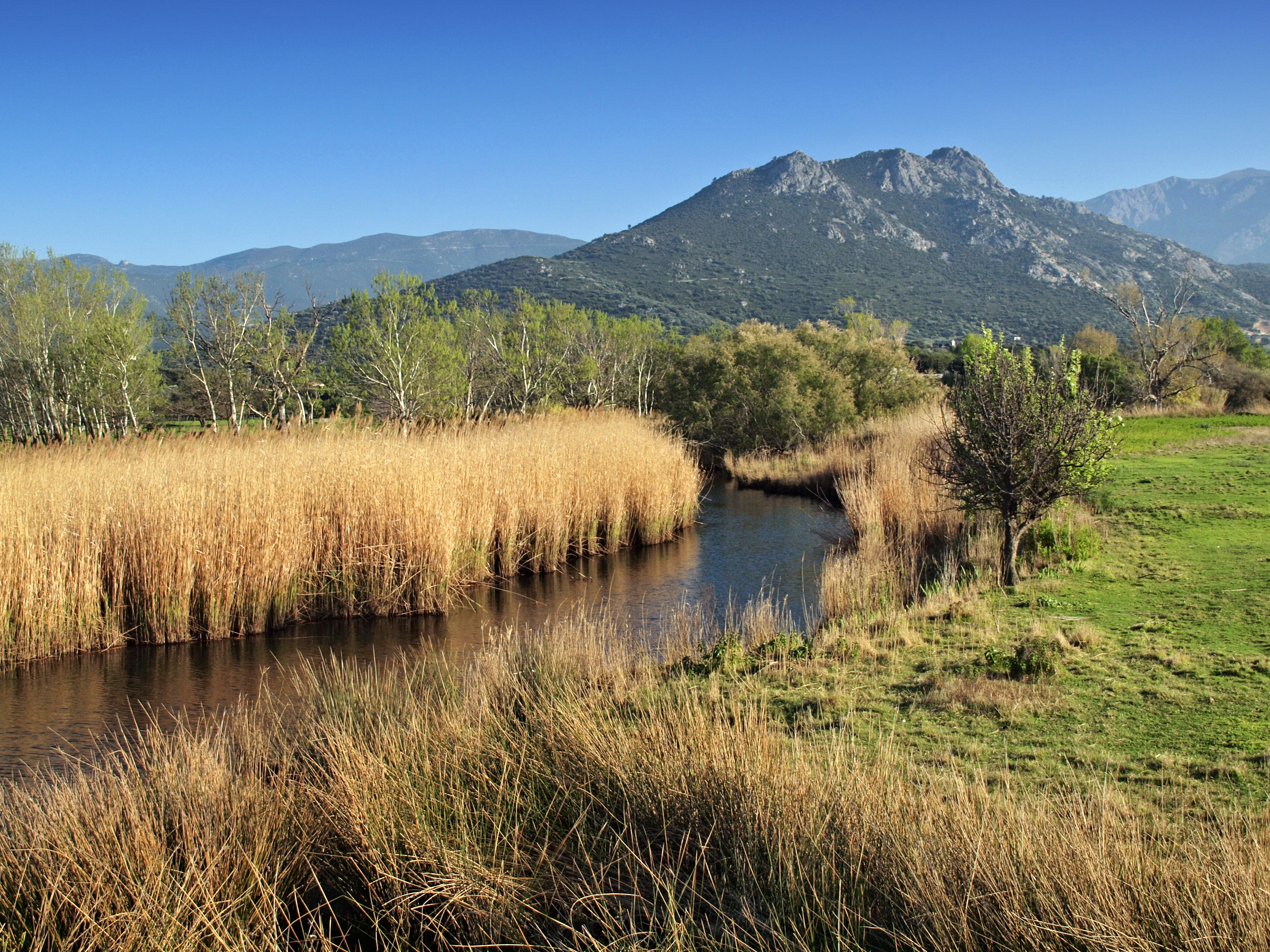
le Regino en aval de son embouchure
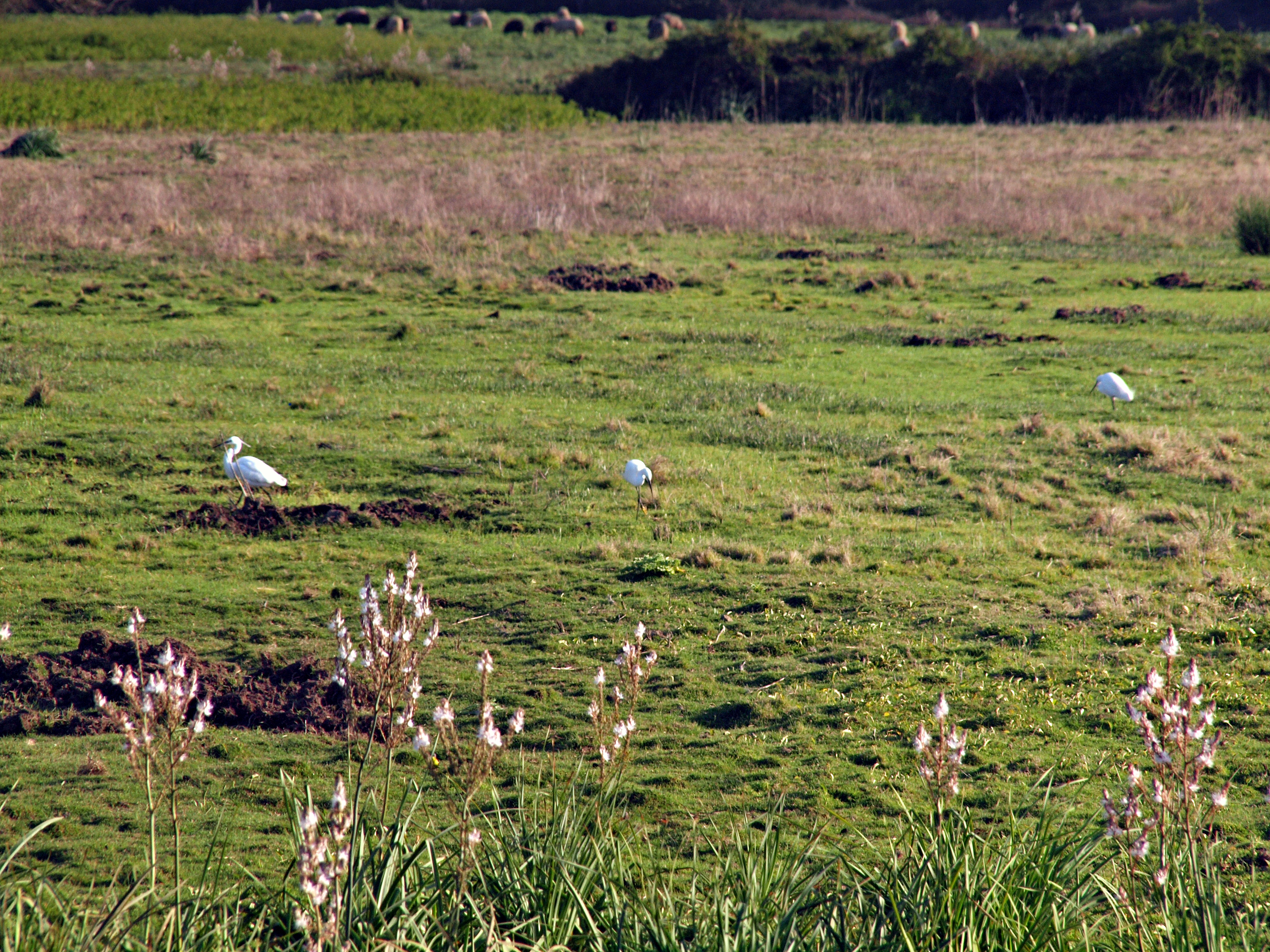
Pré en bordure du Regino, face à la roselière de son embouchure